# 劉易舍姆
刘易舍姆（i/ˈluːɪʃəm/）是英國英格蘭倫敦東南部的一個地區，在行政區劃上屬於刘易舍姆倫敦自治市。刘易舍姆是倫敦計劃中規劃的大倫敦地區的35個中心之一 。2011年，刘易舍姆有人口96,224人，是南倫敦的中心地區之一。